# Vladimir Alekseevič Kornilov
Vladimir Alekseevič Kornilov (Tver', 13 febbraio 1806 – Sebastopoli, 17 ottobre 1854) è stato un ammiraglio russo.

## Biografia
Vladimir Kornilov nacque nella provincia di Tver'. Suo padre Alexis era stato governatore di Irkutsk (sino al luglio del 1807), mentre sua madre Alexandra Efremovna (nata Van der Fleet). Egli, ancora piccolo, seguì il padre dal 1807 nel suo trasferimento a Tobol'sk come governatore e crebbe nel piccolo villaggio di Ivanovo.
Nel 1823 Kornilov decise di intraprendere la carriera navale nel 1827 si distinse nella Battaglia di Navarino in quanto imbarcato come guardiamarina sulla nave ammiraglia "Azov".
Nel 1841 divenne primo capitano sulla nave da guerra "Dodici Apostoli", disciplinando la ciurma e partecipando con essa alla parata nel Mar Nero presieduta dal granduca Konstantin Nikolaevič. Dal 1849 fu Capo di Stato Maggiore della flotta del Mar Nero.

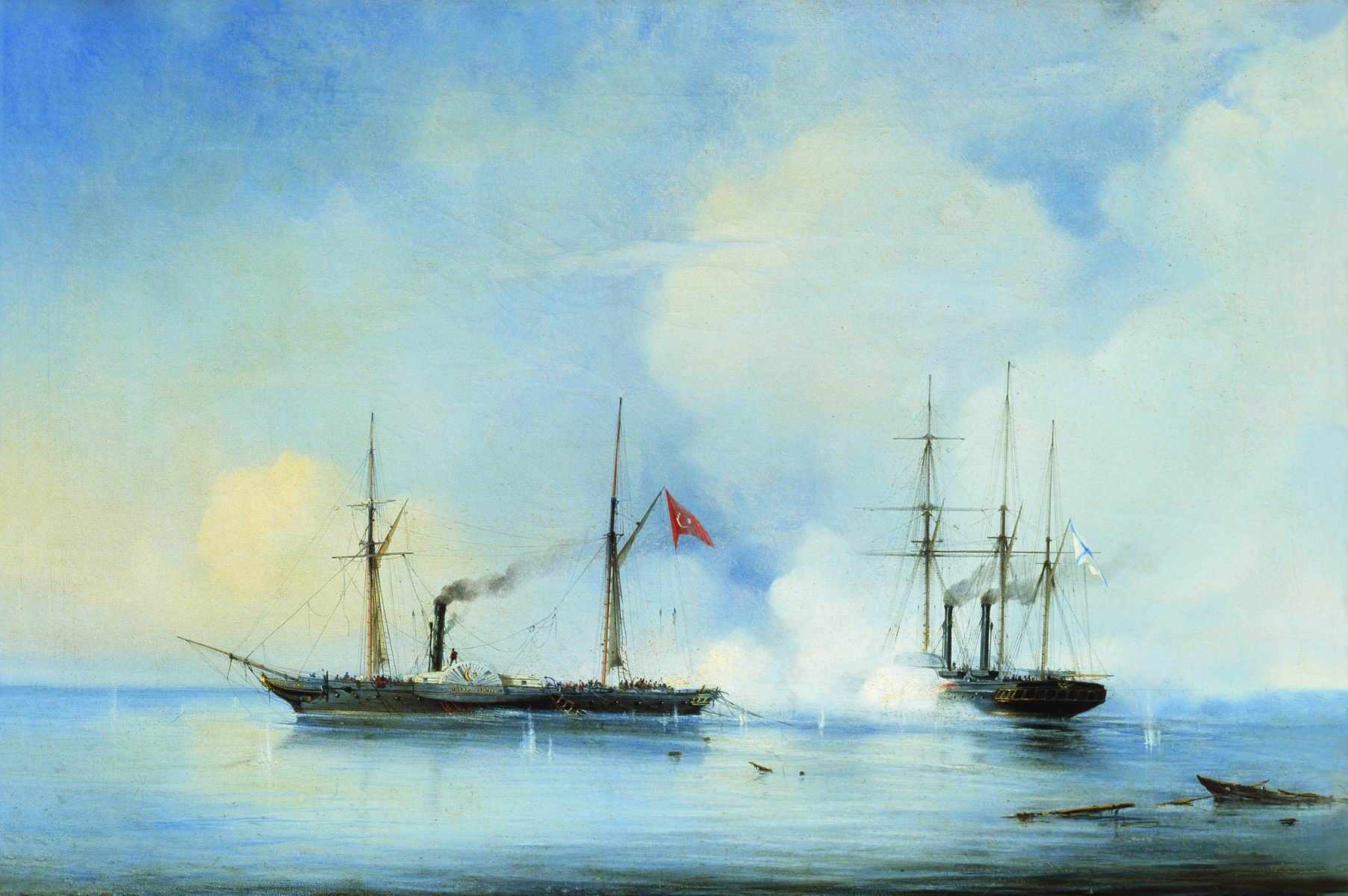
L'azione del 5 ottobre tra la Vladimir e la Bahri Pervaz

Nel 1853 con la sua insegna a bordo della pirofregata "Vladimir" da 11 cannoni, comandata dal capitano di fregata Grigory I. Butakov, impegnò in combattimento la nave turco-egiziana "Bahri Pervaz" da 19 cannoni disposti in bordata; dopo tre ore di scontri e dopo aver sistematicamente colpito la prua e la poppa della nave nemica, prive di cannoni, tentò di affondarla sparando anche a mitraglia da distanza ravvicinata sull'equipaggio; la nave turca a quel punto ammainò la bandiera. La preda, realizzata a Londra, venne acquistata dallo stesso Kornilov e utilizzata poi dalla marina russa.
Nel 1854 fu uno degli ufficiali di marina incaricati della difesa della baia di Sebastopoli durante il famoso assedio nell'ambito della Guerra di Crimea. Durante gli scontri venne colpito a morte e venne successivamente sepolto nel sacrario di Sebastopoli.